# 딩고 픽처스
딩고 픽처스(Dingo Pictures)는 독일의 애니메이션 제작사다.

## 작품 목록
- 경찰쥐
- 루시와 리오넬
- 꼬마 돼지 제니스
- 작은 달마시안들
- 많은 달마시안들
- 브레멘의 음악가들
- 장화 신은 고양이 (딩고 픽처스)
- 알라딘 (딩고 픽처스)
- 정글의 제왕
- 동물들의 축구 경기
- 동물의 왕 1편
- 동물의 왕 2편
- 공룡의 나라에서
- 발토 (애니메이션)
- 꼬마 마녀 아리샤
- 꼬마 곰 테디
- 골디: 신비의 숲 모험
- 건방진 너구리 와부
- 벤니와 친구들
- 장난감 나라
- 이스터버니즈